# Kirill Gennadjewitsch Androssow

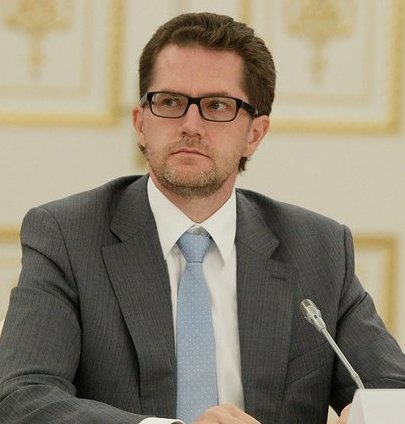
Kirill Androssow, 2011

Kirill Gennadjewitsch Androssow (russisch Кири́лл Генна́дьевич Андро́сов; * 13. Juni 1972 in Murmansk, Russische Sozialistische Föderative Sowjetrepublik) ist ein russischer Investor und Professor an der Wirtschaftshochschule Moskau (HSE). Androssow war zudem Executive Director bei Atlas Asset Management.

## Leben und Wirken
Androssow hat einen Doktorgrad in Wirtschaftswissenschaften von der Staatlichen Universität für Wirtschaft und Finanzen in St. Petersburg, einen MBA-Abschluss von der University of Chicago Booth School of Business und einen Master of Science mit Auszeichnung im Industriemanagement von der Staatlichen Technischen Universität der Marine in St. Petersburg.
Von 1995 bis 1997 war er als Investmentmanager bei der finnischen Investmentboutique Hansa Investments OY tätig und von 1999 bis 2004 als Erster Stellvertretender Generaldirektor und Chief Financial Officer bei Lenenergo. Seit 2010 ist Androssow Mitglied der Young-Global-Leaders-Gemeinschaft, die durch das Weltwirtschaftsforum gegründet wurde.

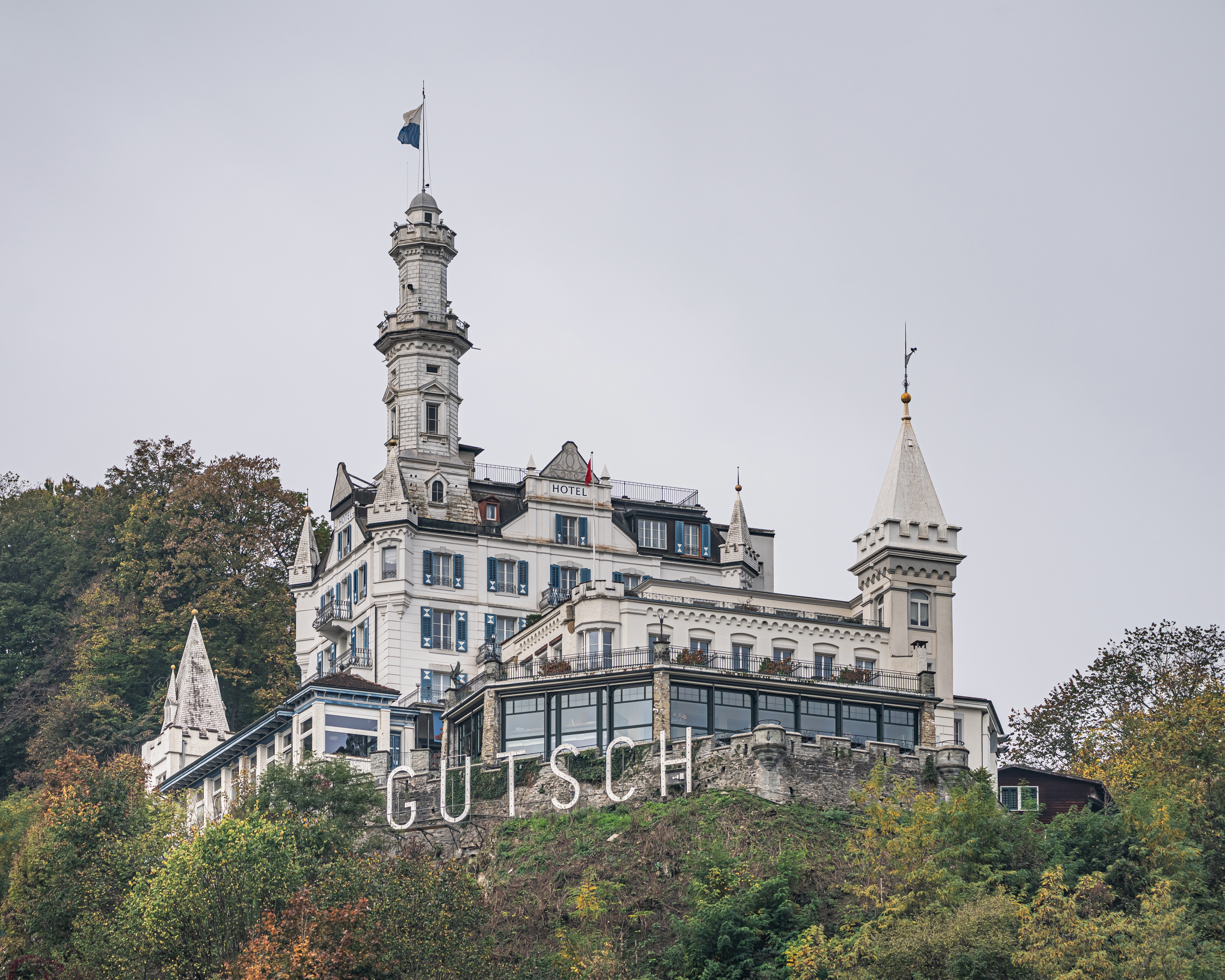
Hotel Château Gütsch, Luzern

Vorstandsvorsitzender war Androssow von 2011 bis 2016 bei den Russischen Eisenbahnen und von 2011 bis 2017 bei Aeroflot. Ebenfalls von 2011 bis 2017 war er Mitglied des Verwaltungsrats des Altera Investment Fund SIF-SICAV in Luxemburg.
Seit 2012 lehrt Androssow als Professor an der Wirtschaftshochschule Moskau (HSE).
Er ist seit 2021 Besitzer des Hotels Château Gütsch im schweizerischen Luzern.

## Politische Karriere
Androssow war von 1997 bis 1999 Leiter des Management Teams für Investitionsprojekte und anschließend Direktor der Wirtschaftsabteilung im Komitee für Immobilienverwaltung der Stadt St. Petersburg. Androssow war außerdem von 2004 bis 2008 Direktor der Abteilung für Tarifregulierung und Infrastrukturreform und anschließend stellvertretender Minister für wirtschaftliche Entwicklung und Handel der Russischen Föderation. Er bekleidet den Rang eines Wirklichen Staatsrats 1. Klasse der Russischen Föderation.